# Робоча група з питань швидких заходів проти COVID-19
Робоча група з питань швидких заходів проти COVID-19 (індонез. Gugus Tugas Percepatan Penanganan COVID-19) була робочою групою, яка координувала та контролювала заходи уряду Індонезії щодо швидкої боротьби проти поширення коронавірусної хвороби. Робоча група була створений 13 березня 2020 року, та координувалася Національного агентства з протидії катастрофам, за участю міністерства охорони здоров'я, Національної поліції Індонезії та Збройних сил Індонезії. Виконавчу раду робочої групи очолював голова Національного агентства з протидії катастрофам Доні Монардо з міністром-координатором людського розвитку та культурних питань Мухаджиром Еффенді як головою консультативної ради. Робочу групу було розпущено 20 липня 2020 року відповідно до президентського розпорядження № 82 від 2020 року. Обов'язки цієї робочої групи пізніше перейшли до підрозділу з боротьби з COVID-19 у Національному комітеті з боротьби з COVID-19 та економічного відновлення.

## Передумови

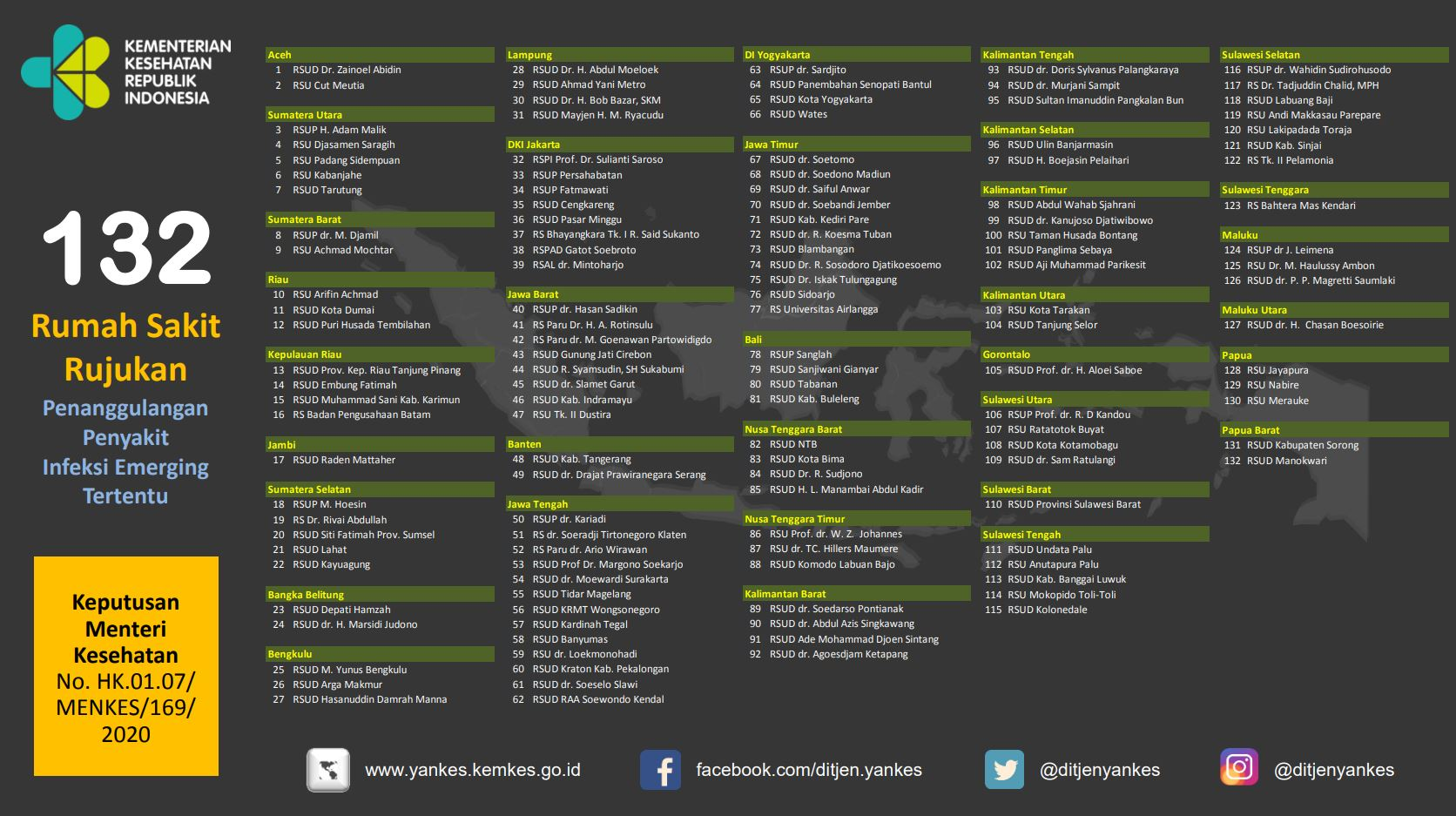
Список базових медичних закладів для лікування коронавірусної хвороби в Індонезії

Чоловік з Нідерландів, імовірно, був першим підтвердженим хворим з коронавірусом в Індонезії, коли він захворів на території країни в січні. У січні 2020 року він проходив лікування у 3 лікарнях на Східній Яві. Індонезія призупинила транспортне сполучення з материковим Китаєм. Також уряд країни припинив видачу віз по прибуттю в країну та безкоштовних віз громадянам Китаю. Громадянам, які проживають або знаходились проїздом у материковому за 14 днів до цього, заборонено в'їзд до країни або транзит через Індонезію. Громадянам Індонезії не рекомендовано відвідувати Китай.
Міністерство охорони здоров'я Індонезії зобов'язало керівників установ установити теплові сканери у 135 аеропортах і морських портах країни, та повідомило, що в країні розгортаються 100 провізорних госпіталів для ізоляції підозрілих на COVID-19 випадків згідно рекомендацій ВООЗ. 2 березня 2020 року президент Джоко Відодо підтвердив перші два випадки COVID-19 у країні в телевізійній заяві. За словами міністра охорони здоров'я Теравана Агуса Путранто, хворі заразилися від інфікованого японця в Депоку, в якого пізніше підтвердився позитивний результат тестування в Малайзії. Обидва хворі з Індонезії були згодом госпіталізовані до лікарні інфекційного центру Суліанті Саросо в Північній Джакарті. З 4 березня сканування температури тіла в пасажирів, які прибувають для посадки на потяг, запроваджено в метро Джакарти, і пасажирам з високою температурою заборонено вхід до метро.
З 8 березня обмежено транспортне сполучення також з іншими найбільш постраждалими від епідемії коронавірусної хвороби регіонами: Тегу і Північною Кьонсан (Південна Корея), Ломбардією, Венето й Емілією-Романьєю ((Італія)), Тегераном та Кум (Іран). Особи, які відвідували ці країни, за виключенням цих регіонів, для проїзду на територію Індонезії повинні мати дійсний сертифікат про свій стан здоров'я. Хоча Індонезія встановила обмеження на в'їзд громадян Південної Кореї, авіаційне сполучення між країнами не призупинялось. Перша підтверджена смерть від коронавірусної хвороби в країні сталася 11 березня 2020 року. Однак один із співробітників компанії «Telkom» помер 3 березня, а позитивний результат його тесту на COVID-19 прийшов лише 14 березня, при цьому він заразив свою дружину та дитину. 13 березня уряд Індонезії видав розпорядження про розгортання 132 базових лікувальних закладів для лікування коронавірусної хвороби по всій території країни.

## Члени робочої групи

### Виконавча рада
| Член робочої групи   | Член робочої групи     | Роль                                                                                          | Примітки                         |
| -------------------- | ---------------------- | --------------------------------------------------------------------------------------------- | -------------------------------- |
| Портрет Доні Монардо | Доні Монардо           | Керівник Національного агентства з протидії катастрофам Голова робочої групи                  | Призначений 13 березня 2020 року |
|                      | Оскар Прімаді          | Генеральний секретар МОЗ Заступник голови робочої групи                                       | Включений 20 березня 2020 року   |
|                      | Сусіянто               | Генеральний секретар Міністерства державних підприємств Заступник голови робочої групи        | Включений 20 березня 2020 року   |
|                      | Ахмад Джамалудін       | Генеральний секретар Ради національної стійкості Заступник голови робочої групи               | Включений 20 березня 2020 року   |
|                      | Аріос Тіопан Арітонанг | Оперативний помічник начальника збройних сил Індонезії Заступник голови робочої групи         | Призначений 13 березня 2020 року |
|                      | Гаррі Рудольф Нахак    | Оперативний помічник начальника Національної поліції Індонезії Заступник голови робочої групи | Призначений 13 березня 2020 року |

### Консультативна рада
| Член робочої групи        | Член робочої групи | Роль | Примітки                         |
| ------------------------- | ------------------ | --- | -------------------------------- |
| Портрет Мухаджира Еффенді | Мухаджир Еффенді   | Міністр-координатор з питань людського розвитку та культури Голова Консультативної ради робочої групи       | Призначений 13 березня 2020 року |
|                           | Мохаммад Махфуд    | Міністр-координатор з питань політики, права та безпеки Заступник голови Консультативної ради робочої групи | Призначений 13 березня 2020 року |
| Портрет Теравана Путранто | Тераван Путранто   | Міністр охорони здоров'я Заступник голови Консультативної ради робочої групи                                | Призначений 13 березня 2020 року |
| Портрет Шрі Мульяні       | Шрі Мульяні        | Міністр фінансів Секретар Консультативної ради робочої групи                                                | Призначена 13 березня 2020 року  |